# Camafeu
|  | No s'ha de confondre amb cameo. |

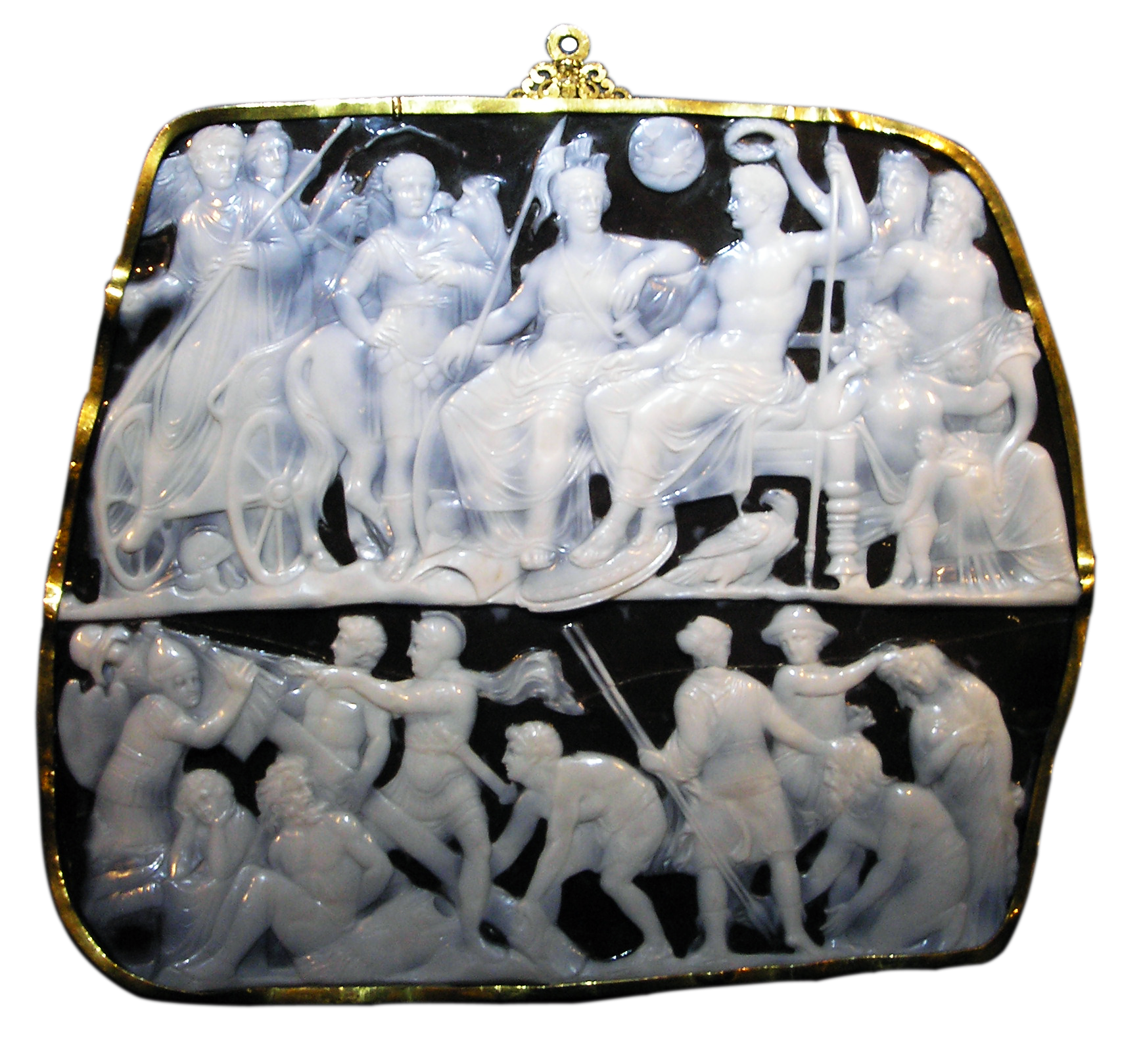
La Gemma Augustea, camafeu de principis del atribuïda a Dioscúrides o a algun dels seus deixebles.

El Camafeu és una pedra preciosa o semipreciosa (especialment gemma i pedra, com ara l'ònix) tallada en relleu, generalment amb forma figurativa i amb capes de color diferent. Sol presentar un relleu alçat, per oposició a una entalladura. L'efecte "camafeu" també fa referència a les monedes de col·leccionista que tenen les lletres i els sortints mats, en contrast atraient amb les parts llises i lluents de la moneda.

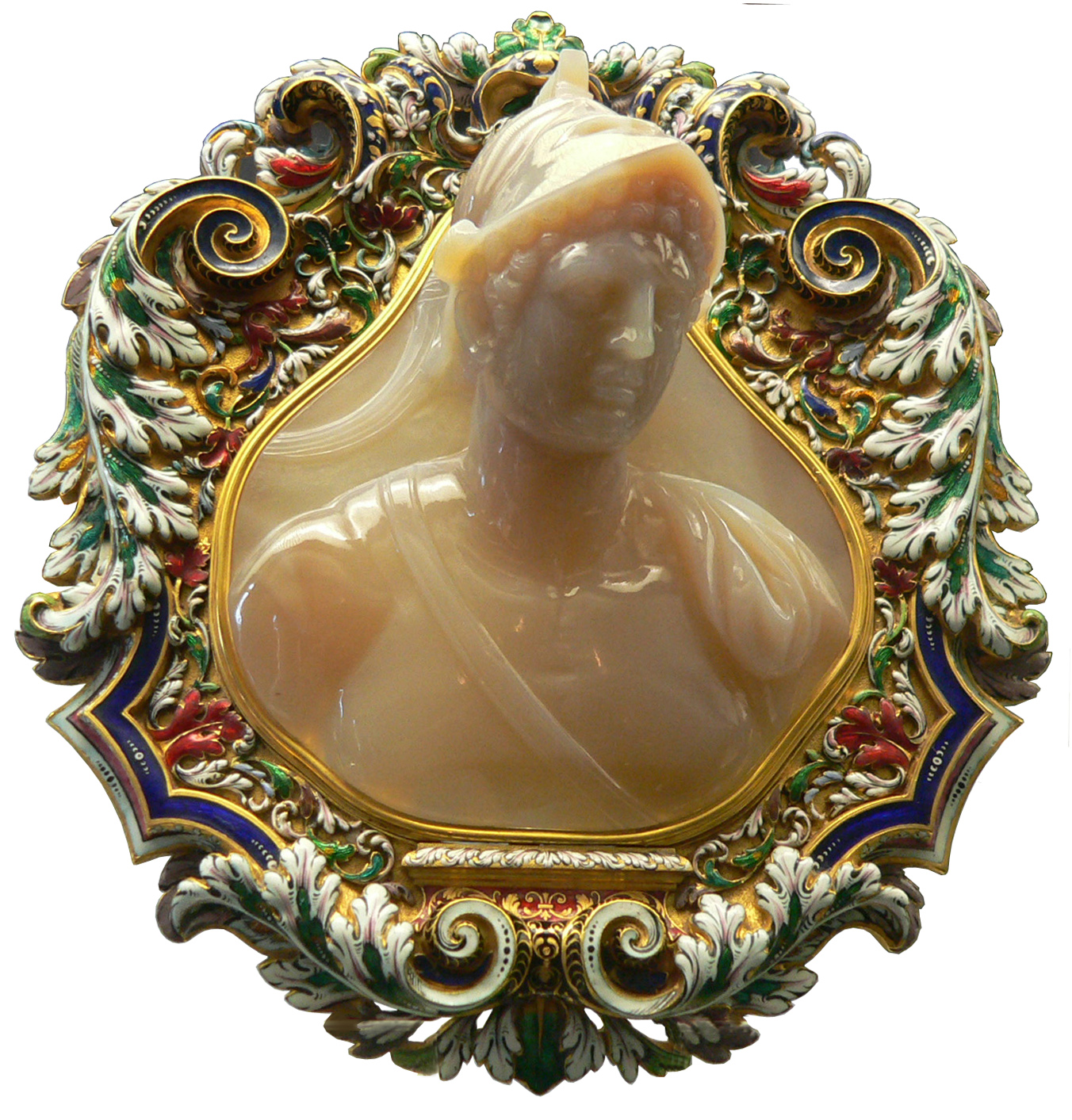
Camafeu de Ptolemeu II.

Per extensió, s'anomena camafeu a tot relleu obtingut en pedra preciosa, generalment de color variat i amb figures delicades. Les pedres utilitzades per als camafeus eren les àgates i més encara les varietats sardònica i ònix, aprofitant la distinció de colors que ofereixen les aigües o capes d'aquestes pedres, de manera que polint i rebaixant convenientment la primera capa es deixava la segona per a fons i quedava la primera amb els relleus de la figura. Però tant ara com en els segles passats, s'imiten i falsifiquen aquestes pedres amb vidres i esmalts, soldant un relleu de pedra o vidre amb una altra pedra de color diferent.
L'art de produir camafeus i altres objectes semblants com ara entallaments es diu gliptografia (del grec glypho, gravar) i és una forma especial l'art de l'escultura. Les produccions de la glíptica han servit des dels temps més remots de la història per a realitzar segells, articles d'ornamentació i objectes piadosos o propis de la superstició.

## Història
Antany eren molt apreciats pel públic, prova d'això són els molts exemplars llaurats en pedres precioses i dures que es conserven de la cultura grecoromana i persa. Els tallats més recents estan fets en petxines marines.
Durant els segles XIV i segle xv es va treballar el nacre per fer camafeus a França, Alemanya, i Flandes, període en què els objectes elaborats amb aquest material gaudien d'un gran prestigi a les corts franceses. Els viatges d'exploració i descobriments realitzats durant aquesta època van propiciar l'entrada de matèries primeres exòtiques a Europa, com per exemple: ullals de narval, ambre, jade, closques gegants de tortuga i estranyes petxines marines.

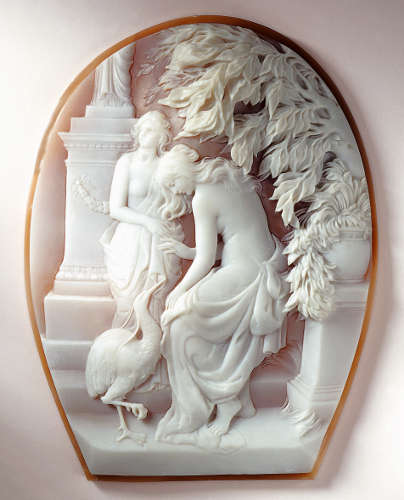
Camafeu incís a la conquilla sardònica en el laboratori Ascione de Torre del Greco, 1925, al Museu del Coral de Nàpols.

Aquests articles van despertar l'interès per la història natural i estimular la imaginació de joiers, artesans i gravadors. Al segle xvi es va descobrir que les petxines dels cipreids i els escarabat tortuga eren particularment adequades per a la talla de camafeus. Al segle xviii, durant el període neoclàssic, es va revifar un 'interès per les arts antigues que va conduir a la florida de talla de petxines, malgrat el que no tenien el mateix prestigi que els camafeus fets en pedres nobles i sovint eren considerats una imitació, ja que estaven elaborats amb un material considerat inferior. A partir de llavors, van anar desapareixent els centres artesanals de producció de camafeus fins a quedar només en dues ciutats: Idar-Oberstein, especialitzada en la talla mecànica d'àgates a Alemanya, i Torre del Greco, a Itàlia, on es tallen artesanalment.